# Blockbusta
Blockbusta (estilizado em caixa alta; BLOCKBUSTA) é o décimo primeiro álbum de estúdio do rapper americano Busta Rhymes. O álbum foi lançado em 24 de novembro de 2023 através de sua própria gravadora Conglomerate Entertainment com distribuição pela Epic Records. Busta Rhymes foi o produtor executivo do álbum ao lado de Pharrell Williams, Timbaland e Swizz Beatz. Conta com participações especiais de Quavo, Bia, Young Thug, Blxst, Yung Bleu, Coi Leray, DaBaby, T-Pain, Burna Boy, Swizz Beatz, Blackway, Jnr Choi, Chris Brown, Shenseea, Giggs, Kodak Black, Morray, Cie, Trillian, Rai e Big Tigger.

## Fundo
O anúncio do álbum segue os singles "Beach Ball" com Bia, "Murda" com Bilal e "Luxury Life" com Coi Leray, que foram lançados ao longo de 2023. A tracklist completa foi mostrada em 16 de novembro

## Lista de músicas
| N.º            | Título                                 | Producer(s)                                                   | Duração |  |
| 1.             | "The Statement"                        | Timbaland BabeTruth                                           |         |  |
| 2.             | "Remind 'Em"                           | Fantom                                                        |         |  |
| 3.             | "Beach Ball"                           | Beam Hitmaka Landstrip Chip SkipOnDaBeat Enoch Harris III [a] |         |  |
| 4.             | "OK"                                   | Cool & Dre Lovi Zamora [a] McFarlin [a]                       |         |  |
| 5.             | "Could It Be You"                      | OzMoses Arketex Zamora [a] McFarlin [a]                       |         |  |
| 6.             | "Luxury Life"                          | Swizz Beatz Busta Rhymes                                      |         |  |
| 7.             | "Big Everything"                       | Busta Rhymes Schife                                           |         |  |
| 8.             | "Roboshotta"                           | Pharrell                                                      |         |  |
| 9.             | "Tings"                                | Pharrell                                                      |         |  |
| 10.            | "The Return of Mansa Musa"             | Swizz Beatz                                                   |         |  |
| 11.            | "Stand Up"                             | Busta Rhymes Navi Beats Ceebeaats                             |         |  |
| 12.            | "Open Wide"                            | Anatii                                                        |         |  |
| 13.            | "Hold Up"                              | Timbaland Dez Wright Nami                                     |         |  |
| 14.            | "The Hive"                             | Meed Beatz                                                    |         |  |
| 15.            | "Homage"                               | Wheezy Outta Here                                             |         |  |
| 16.            | "Legend"                               | Khozee                                                        |         |  |
| 17.            | "Slide"                                | DJ Ted Smooth                                                 |         |  |
| 18.            | "Legacy"                               | Mike & Keys DJ Khalil MyGuyMars                               |         |  |
| 19.            | "If You Don't Know Now You Know Pt. 2" | Cardiak Focus…                                                |         |  |
| Duração total: | Duração total:                         | Duração total:                                                | 62:16   |  |

Notas
- Todas as faixas são estilizadas com seus títulos em letras maiúsculas, assim como o título do álbum.